# Freeheld (2015)
Freeheld is een Amerikaanse dramafilm uit 2015 onder regie van Peter Sollett. De film is gebaseerd op de gelijknamige korte documentaire uit 2007 en beleefde zijn wereldpremière op het 40ste Internationaal filmfestival van Toronto.

## Verhaal
Laurel Hester is een politieagente die, bijgestaan door haar collega-partner Dane Wells, al jarenlang haar best doet om New Jersey drugsvrij te maken. Ze wordt verliefd op de openlijk lesbische automonteur Stacie Andree, maar durft haar liefde voor haar niet openbaar te maken, uit angst voor negatieve reacties. Pas wanneer ze ontdekt dat ze terminale longkanker heeft, durft ze openlijk uit te komen voor haar geaardheid. Op dat moment deelt ze al een huis met Stacie. Ze komt in opspraak wanneer de wetgevers van New Jersey weigeren om, na haar overlijden, haar pensioen uit te keren aan Stacie. 

## Rolverdeling
- Julianne Moore als Laurel Hester
- Ellen Page als Stacie Andree
- Steve Carell als Steven Goldstein
- Luke Grimes als Todd Belkin
- Michael Shannon als Dane Wells
- Josh Charles als Bryan Kelder
- Mary Birdsong als Carol Andree
- Kelly Deadmon als Lynda Hester D'Orio
- Gabriel Luna als Quesada

## Productie
Ron Nyswaner kondigde in 2010 aan een filmbewerking van de documentaire uit 2007 te schrijven. Op dat moment had Ellen Page al getekend om in de film te spelen; in een interview vertelde ze dat ze vanaf het prille begin al was verbonden aan het project. Aanvankelijk zou Catherine Hardwicke de regie op zich nemen, maar zij werd in augustus 2012 vervangen door Peter Sollett.
In februari 2014 kwam het nieuws dat Julianne Moore de andere vrouwelijke hoofdrol op zich had genomen, en Zach Galifianakis de rol van Steven Goldstein (uiteindelijk vertolkt door Carell).